# Taluak
Taluak is een bestuurslaag in het regentschap Tanah Datar van de provincie West-Sumatra, Indonesië. Taluak telt 5727 inwoners (volkstelling 2010).